# Laurens Reael
Laurens Reael (Amsterdam, 22 ottobre 1583 – Amsterdam, 21 ottobre 1637) è stato un ammiraglio olandese.

## Biografia
Funzionario degli Stati Generali ed esperto praticante delle discipline sperimentali, nonché vice Ammiraglio e governatore dei possedimenti olandesi nelle Indie Orientali, Laurens Reael (Lorenzo Realio) fu uno dei principali interlocutori di Galileo (1564-1642) nelle trattative per la cessione alle Province Unite del metodo galileiano per stabilire la longitudine in mare.